# Morto che parla
Morto che parla (titolo originale The Silent Speaker) è il nono romanzo giallo di Rex Stout con Nero Wolfe protagonista.

## Trama
Il capo di un'agenzia federale è colpito a morte un attimo prima di presentare un discorso su un'associazione di industriali. L'opinione pubblica subito si rende ostile alla compagnia, ritenuta in qualche modo coinvolta nell'assassinio. La società ingaggia Wolfe per trovare il colpevole, nella speranza che le malevoci cessino il prima possibile. L'investigatore si trova a fronteggiare l'ostilità di entrambe le parti; ciò nonostante, ben presto individua il punto cruciale del caso: la scomparsa di una borsa contenente i cilindri del dittafono che contengono la registrazione delle ultime lettere dettate dalla vittima.

### Personaggi principali
- Nero Wolfe: investigatore privato
- Archie Goodwin: suo assistente
- Saul Panzer e Bill Gore: investigatori privati
- Cheney Boone: direttore dell'Ufficio Controllo Prezzi
- Louella Boone: moglie di Cheney
- Nina Boone: nipote di Cheney
- Pheoebe Gunther: segretaria di Cheney
- Solomon Dexter, Alger Kates: dirigenti dell'Ufficio Controllo Prezzi
- Edward Thomas Erskine, Frank Thomas Erskine, Don O'Neill, Henry A. Warder, Hattie Harding, Breslow, Winterhoff: dirigenti dell'Associazione Industriali
- Cramer: ispettore della Squadra Omicidi
- Ash: ispettore della polizia di New York
- Hombert: ispettore capo della polizia di New York
- Purley Stebbins: sergente della Squadra Omicidi
- Rowcliff: tenente della Squadra Omicidi
- Spero: agente federale

## Critica
"The Silent Speaker (1946) ha una narrazione insolitamente buona. I racconti di Nero Wolfe spesso si focalizzano su un'organizzazione o su un'azienda, e su alcuni degli uomini di vertice. The Silent Speaker è insolito perché ha due organizzazioni, l'associazione di imprese NIA e l'ufficio governativo BPR. Entrambe sono fittizie, inventate da Stout. [...] Sia The Silent Speaker sia The Doorbell Rang riguardano organizzazioni governative. 
Un elenco sorprendente di oggetti doveva essere usato da Boone nel suo discorso (capitolo 6). Sfortunatamente, non veniamo mai a sapere come intendesse in effetti utilizzarli, nello specifico. Ma la lista è godibile di per sé, e un'aggiunta positiva al romanzo."

## Edizioni
- Rex Stout, Morto che parla, I Capolavori dei Gialli Mondadori n. 36, Arnoldo Mondadori Editore, 1956.

- Rex Stout, Morto che parla..., Biblioteca del Giallo Mondadori n. 4, Arnoldo Mondadori Editore, 1963.

- Rex Stout, Morto che parla, traduzione di Ida Omboni, I Grandi Investigatori (n. 1), Arnoldo Mondadori Editore, 1982,  p. 171, ISBN 88-04-34721-X.

- Rex Stout, Morto che parla, I Classici del Giallo n. 1041, Arnoldo Mondadori Editore, 2004.

- Rex Stout, Morto che parla, Introduzione di Marco Malvaldi, Neri Pozza, Beat bestseller, 2023, ISBN 9788865597798.